# قناة عدن
قناة عدن الفضائية هي قناة حكومية تتبع المؤسسة العامة اليمنية للإذاعة والتلفزيون اليمني.

## بث القناة
بدأ البث في الحادي عشر من سبتمبر عام 1964 (أبيض وأسود) والذي جاء عقب قيام ثورة الرابع عشر من أكتوبر عام 1963 م أي بعد قيام الثورة بعام حيث كان الهدف من وراء افتتاح التلفزيون في تلك الفترة من قبل الاستعمار البريطاني هو إلهاء جماهير الشعب اليمني عن قضيته الأساسية في المشاركة الفعالة في الكفاح المسلح .... وقد اقتصر الإرسال التلفزيوني عند التأسيس على تغطية الأحياء الآهلة بالسكان في مدينة عدن وبالذات حيث يتواجد جنود وعائلات القوات البريطانية (وذلك باستخدام جهازي إرسال قوة كل منهما 100 وات الأول في منطقة التواهي والآخر في جبل كريتر إضافة إلى جهازين تقوية فئة 10 وات في منطقة صلاح الدين وحي كريتر).
بعد تحقيق الاستقلال الوطني في 30 من نوفمبر عام 67 م أولت حكومة اليمن في جنوب الوطن اهتماما خاصا بجهاز التلفزيون باعتباره واحدا من أهم وسائل الإعلام الجماهيري نشرا للعلم والمعرفة وغرس القيم الجمالية الراقية.

## مرحلة تطوير التلفزيون
أما المرحلة الثانية من تطور التلفزيون فقد تمت في يناير 1979م وتمثلت بالانتقال إلى المبنى الحالي بالتواهي مبنى الإذاعة والتلفزيون والذي تم تجهيزه (أبيض واسود) وضم 3 استديوهات أكبرها مساحه 150 متر مربع ومجهز بالأجهزة الفنية.
وفي الثامن من مارس عام 1981 م تم الانتقال التدريجي إلى البث الملون والذي مثل مرحلة جديدة من تطور التلفزيون وجرت إعادة نظم العمل لبث البرامج الملونة وإعادو تجهيز الاستديوهات بالأجهزة الملونة واستخدام أجهزة فيديو حديثه بمختلف أنواعها واحجامها وكذا أجهزة المونتاج والتسجيلات داخل الاستديوهات حيث تمكن التلفزيون من بث جميع برامجه المحلية بالألوان.
وفي يونيو 1981 م جرى الانتقال للتعامل مع الأقمار الصناعية عبر المحطة الأرضية للاتصالات والتي وفرت الإمكانية اليومية لاستلام الأخبار ذات الطابع السريع حيث تمكن التلفزيون من نقل الأحداث والفعاليات العالمية.
ومن التطورات الهامة التي شهدها التلفزيون ادخال عربات النقل الخارجي مما زاد من العمل الميداني للتلفزيون كما أدى ولأول مرة في عام 1981 م بدء النقل الحي والمباشر للمباريات الرياضية وبقية الفعاليات داخل الوطن.
ونظرا للطبيعة الجغرافية الوعرة لليمن تم في عام 1985 م استحداث وسيلة مؤقته لتوصيل البث التلفزيوني لبعض المدن الرئيسية في عدد من المحافظات التي تبعد ما بين 650-800 كيلو متر عن المركز الرئيس للتلفزيون في العاصمة (عدن حينذاك) وهي توفر أجهزة إعادة البث بعد24 ساعه من بثها في عدن حيث كان يتم بث المواد بما فيها نشرات الأخبار في مدن المحافظات الرئيسية حضرموت-شبوة-المهرة وهذه الطريقة خدمت جمهور المشاهدين في متابعة بعض الأحداث المصورة ولو ليوم متأخر عن الحدث.
وبعد الوحدة اليمنية في الثاني والعشرون من مايو 1990 م صارت التلفزه اليمنية من قناتين الأولى في صنعاء والثانية في عدن.
عملت الدولة على تطوير القناة الثانية بعد ما لحق بها من أضرار فادحة في صيف 1994 م فقد تم إعادة بناء المحطة وذلك ضمن المشروع الياباني الذي استكمل في فبراير 2000 م وذلك بتركيب أجهزة حديثة وتم إعاده تقسيم وتطوير المبنى كما أضيف استديو جديد.
وتلعب القناة الثانية الآن دورا مؤثرا في حياة المجتمع اليمني ويحرص المشاهدون على استقبال ومتابعة برامجها في نطاق دائرة بثها الدى شمل حتى الآن عدد من المحافظات اليمنية ويجرى توسيع رقعة البث تباعا إلى مختلف المحافظات اليمنية.
وفي مارس من العام 2008 بدأت البث الفضائي على مدار القمر عربسات.